# Gluon
A részecskefizika területén gluonoknak nevezzük a kvarkok közötti erős kölcsönhatást közvetítő részecskéket. Ezek a részecskék a kvarkok között közvetítik a kölcsönhatást, éppúgy, mint az elektromágneses kölcsönhatást a foton. A kvantumszíndinamika (QCD) elmélete szerint ezek a közvetítők tömeg nélküli részecskék, amelyeket gluonoknak neveztek el az angol glue = ragasztó szó alapján.
A gluonok a kvarkokhoz hasonlóan rendelkeznek színtöltéssel, pontosabban egy színnel és egy antiszínnel. Például ha egy {\displaystyle R{\bar {B}}} (piros anti-kék) színtöltésű gluon kölcsönhatásba lép egy B (kék) kvarkkal, akkor R (piros) lesz. Összesen nyolcféle gluon van.
Az első közvetlen kísérleti bizonyítékot 1979-ben találtak a létezésükre, amikor három-dzsetes eseményt figyeltek meg a hamburgi DESY PETRA nevű elektron-pozitron ütköztetőjében. A mélyen rugalmatlan szórás mennyiségi vizsgálata a Stanford Linear Accelerator Centerben (SLAC) egy évtizeddel azelőtt megállapította a létezésüket.